# Clare Shine
Clare Shine (Cork, 18 maggio 1995) è un'ex calciatrice irlandese, di ruolo attaccante.
In carriera ha giocato, oltre che nel campionato nazionale, dove ha vinto un titolo di Campione d'Irlanda e una Coppa con il Raheny United, anche in quello scozzese, vestendo la maglia del Glasgow City, vincendo per tre volte il campionato scozzese, incluso il treble del 2015.
Vanta inoltre diverse convocazioni con le nazionali irlandesi, dalle giovanili alla nazionale maggiore. Oltre al calcio ha praticato anche il camogie, giocando con la maglia della sua città natale, il Cork, una finale nell'All-Ireland Senior Camogie Championship.

## Carriera

### Club
Dopo aver iniziato la carriera come calciatrice nel Douglas Hall AFC, Shine si trasferisce al Cork quando venne costituita la Women's National League (WNL) nel 2011.
Nel 2013 si trasferisce al Raheny United, dove alla sua prima stagione con le Pandas ottiene il double campionato-Coppa d'Irlanda. Quello stesso anno, l'8 agosto, ha l'occasione di debuttare in UEFA Women's Champions League, nell'incontro perso 3-2 con le ungheresi dell'MTK Hungária e valido per il turno preliminare di qualificazione.
In seguito la sua carriera, causa di un grave infortunio, rischia di essere compromessa; dopo essersi rotta una gamba, l'eccessiva fretta di ritornare sui campi di gioco la costrinse ad un ulteriore periodo di riabilitazione.
Nel maggio 2015, dopo un positivo stage di due settimane, sottoscrive un contratto con il Glasgow City per giocare nella Scottish Women's Premier League, livello di vertice del campionato scozzese. Nel novembre 2015 Shine si rivela protagonista della conquista dell'ottava Scottish Women's Cup da parte del club di Glasgow segnando una tripletta nella finale vinta per 3–0 sulle avversarie dell'Hibernian.
Nel marzo 2017 Shine decide di interrompere la collaborazione con il Glasgow City, sottoscrivendo un accordo con il Cork City, in parte perché voleva tornare a giocare agli sport gaelici. Nella sua stagione di ritorno sigla l'unica rete della finale della FAI Women's Cup 2017, battendo l'UCD Waves 1–0 all'Aviva Stadium nel novembre 2017.
Nel 2019 Shine torna nuovamente al Glasgow City, segnando nel suo secondo debutto nella vittoria per 5-1 sulla Stirling University.

## Palmarès

### Club
- Campionato scozzese: 3

2015, 2016, 2017
- Scottish Women's Cup: 1

2015
- Scottish Women's League Cup: 1

2015
- Campionato irlandese: 1

Raheny United: 2013-2014
- Coppa d'Irlanda femminile: 1

Raheny United: 2013

### Annotazioni
1. ↑  Durante l'assenza di Shine, il Cork, club femminile precedentemente indipendente, si era unito al Cork City maschile che milita nella League of Ireland.

### Fonti
1. ↑  (EN) Cork's Clare and Denise to shine in Champions League, su Evening Echo.ie, 24 giugno 2014. URL consultato il 12 ottobre 2019 (archiviato dall'url originale l'8 dicembre 2015).
2. ↑  UEFA.com, Clare Shine.
3. ↑  (EN) Aaron Clarke, Clare ready to Shine with Glasgow City, su Extratime.ie, 16 giugno 2015. URL consultato il 12 ottobre 2019.
4. ↑  (EN) Glasgow City sign Ireland striker Clare Shine, su BBC Sport.com, 29 maggio 2015. URL consultato il 12 ottobre 2019.
5. ↑  (EN) Scottish Women's Cup final: Glasgow City 3-0 Hibernian, su BBC Sport.com, 8 novembre 2015. URL consultato il 12 ottobre 2019.
6. ↑  (EN) Emma Duffy, 'I hit a low point, I nearly gave it all up. But I'm back now, I'm in a much better place', su The 42.ie, 8 aprile 2017. URL consultato il 12 ottobre 2019.
7. ↑  (EN) Clare Shine’s quality finish wins Women’s FAI Cup for Cork, su The Irish Times.com, 5 novembre 2017. URL consultato il 12 ottobre 2019.
8. ↑  (EN) City defeat Stirling University, su Glasgow City FC.co.uk, 10 marzo 2019. URL consultato il 12 ottobre 2019 (archiviato dall'url originale il 12 ottobre 2019).